# Xorilbia
Xorilbia es un género de pseudoscorpiones de la familia Ideoroncidae.  Se distribuye por Sudamérica.

## Especies
Según Pseudoscorpions of the World 1.2::
- Xorilbia arboricola (Mahnert, 1979)
- Xorilbia gracilis (Mahnert, 1985)
- Xorilbia lamellifer (Mahnert, 1985)

## Publicación original
- Harvey & Mahnert, 2006: The systematic position of the Amazonian species of Albiorix (Pseudoscorpiones, Ideoroncidae). Journal of Arachnology, vol.34, p.227-230 (texto intégral Archivado el 3 de marzo de 2016 en Wayback Machine.).